# Maidstone United Football Club

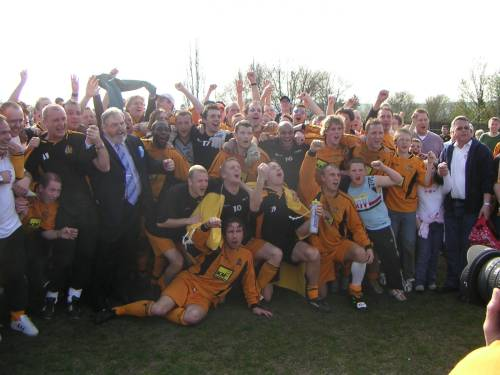
El Maidstone United ganando la Kent League por segunda ocasión.

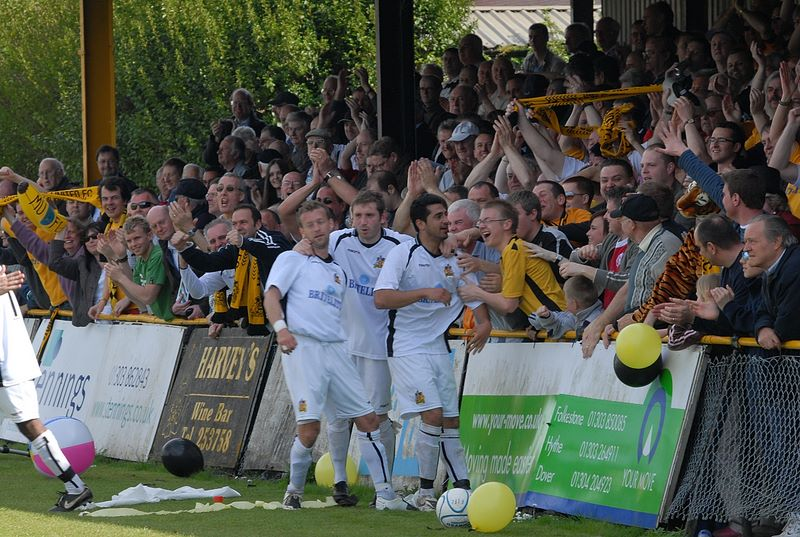
Mo Takaloo celebra el gol que salva al Maidstone United del descenso ante el Folkestone Invicta.

El Maidstone United FC es un equipo de fútbol de Inglaterra que jugará en la Conference North, la sexta división de fútbol en el país a partir de la temporada 2023-24.

## Historia
Fue fundado en el año 1992 en la ciudad de Maidstone de Kent al sur de Inglaterra con el nombre Maidstone Invicta como la reencarnación del equipo desaparecido en el año 1992 por problemas financieros y que estuvo en la Football League de 1989 a 1992.
El club inició en la Kent County League y subsecuentemente fue progresando en la pirámide de los clubes amateur de Inglaterra. En 1994 el club cambia su nombre por el nombre actual.
En la temporada 2014/15 el club logra el ascenso a la Conference South, por lo que estaba cerca de jugar en la Football League.
En tan solo una temporada, el equipo logra ascender a la Conference Premier por primera vez en su historia tras vencer al Ebbsfleet United FC en penales.

## Rivalidades
La principal rivalidad del club es con el Gillingham FC, aunque para sus aficionados la mayor rivalidad es con el Tombridge Angels FC.
También cuenta con rivalidades con el Ramsgate FC, Dartford FC, Sittingbourne FC, Ashford United FC, Gravesend & Northfleet FC y con el Margate FC.
Todas estas rivalidades son heredadas del club que desapareció en 1992.

## Palmarés
- Conference South (1): 2021–22
- Premier Division (1): 2014–15
- Division One South (1): 2006–07
- Isthmian League Cup (1) : 2013–14
- Isthmian Charity Shield (1): 2015–16
- Kent Premier Division (2): 2001–02, 2005–06
- Premier Division Cup (2) : 2001–02, 2005–06
- Challenge/Charity Shield (2) : 2002–03, 2003–04
- Kent County Premier Division (1): 2000–01
- Kent County Division One (1): 1998–99
- Kent County Division Two (1) : 1994–95
- Kent County Division Four (1) : 1993–94
- Kent Senior Trophy (1) : 2002–03
- Weald of Kent Charity Cup (2): 1999–00, 2000–01
- Kent Junior Cup (1): 1994–95
- Tunbridge Wells Charity Cup (1): 1993–94

## Jugadores

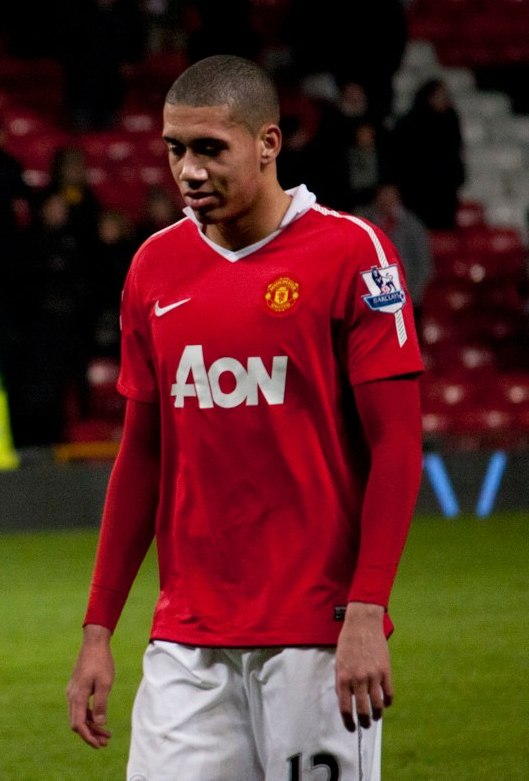
Chris Smalling inició su carrera en el Maidstone United antes de pasar al Manchester United FC.

### Jugadores destacados
| - Paul Haylock - Alan Walker - Steve Butler - Bradley Sandeman - Garry Kimble - Adrian Webster - Chris Smalling - Mark Saunders - Ian Selley - Roland Edge - Kenny Dyer | - Ian Cox - Peter Hawkins - Neil Smith - Alan Pouton - Jermaine Darlington - Kelvin Jack - Karl Murray - Jon Harley - Manuel Assiego Cabello - Joan Luque |